# Illa Juncal

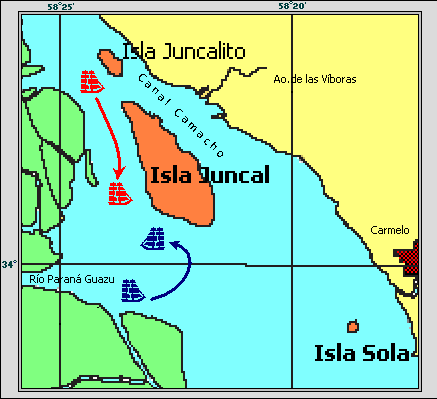
Mapa de la batalla de Juncal.

L'illa Juncal (en castellà i oficialment, Isla Juncal) és una petita illa de l'Uruguai, ubicada sobre aigües del riu del mateix nom. Es troba a pocs quilòmetres de distància de la població de Carmelo, al departament de Colonia. L'illa està separada del continent pel canal Camacho. Té una superfície de 6,1 km².
Un quilòmetre al nord s'ubica la petita illa de Juncalito. A l'oest es troba l'illa del Portuguès (Isla del Portugués), la qual pertany a la província argentina d'Entre Ríos.
Juncal té rellevància històrica, ja que va ser el lloc de la batalla de Juncal, durant la Guerra Cisplatina (1825–1828).